# Mistrovství světa juniorů v orientačním běhu 1993
Bolzano
4. Mistrovství světa juniorů v orientačním běhu proběhlo v Itálii ve dnech 7. až 10. července 1993. Centrum závodů JMS bylo poblíž města Bolzano v komuně Castelrotto, která je součástí autonomní provincie Bolzano.

## Závod na krátké trati (Middle)

### Výsledky závodu na krátké trati (Middle)
| Muži                                                                                      | Muži                                                                                      | Muži                                                                                      | Muži                                                                                      | Muži                                                                                      | Ženy                                                                                       | Ženy                                                                                       | Ženy                                                                                       | Ženy                                                                                       | Ženy                                                                                       |
| ----------------------------------------------------------------------------------------- | ----------------------------------------------------------------------------------------- | ----------------------------------------------------------------------------------------- | ----------------------------------------------------------------------------------------- | ----------------------------------------------------------------------------------------- | ------------------------------------------------------------------------------------------ | ------------------------------------------------------------------------------------------ | ------------------------------------------------------------------------------------------ | ------------------------------------------------------------------------------------------ | ------------------------------------------------------------------------------------------ |
| - Traťové parametry: 3,6 km, 12 kontrol, 160 m převýšení. - Mapa: Steinegg 1:10 000 E= 5m | - Traťové parametry: 3,6 km, 12 kontrol, 160 m převýšení. - Mapa: Steinegg 1:10 000 E= 5m | - Traťové parametry: 3,6 km, 12 kontrol, 160 m převýšení. - Mapa: Steinegg 1:10 000 E= 5m | - Traťové parametry: 3,6 km, 12 kontrol, 160 m převýšení. - Mapa: Steinegg 1:10 000 E= 5m | - Traťové parametry: 3,6 km, 12 kontrol, 160 m převýšení. - Mapa: Steinegg 1:10 000 E= 5m | - Traťové parametry: 3,35 km, 12 kontrol, 135 m převýšení. - Mapa: Steinegg 1:10 000 E= 5m | - Traťové parametry: 3,35 km, 12 kontrol, 135 m převýšení. - Mapa: Steinegg 1:10 000 E= 5m | - Traťové parametry: 3,35 km, 12 kontrol, 135 m převýšení. - Mapa: Steinegg 1:10 000 E= 5m | - Traťové parametry: 3,35 km, 12 kontrol, 135 m převýšení. - Mapa: Steinegg 1:10 000 E= 5m | - Traťové parametry: 3,35 km, 12 kontrol, 135 m převýšení. - Mapa: Steinegg 1:10 000 E= 5m |
| Umístění                                                                                  | Země                                                                                      | Jméno                                                                                     | Čas                                                                                       | Ztráta                                                                                    | Umístění                                                                                   | Země                                                                                       | Jméno                                                                                      | Čas                                                                                        | Ztráta                                                                                     |
|                                                                                           | Česko                                                                                     | Václav Zakouřil                                                                           | 0:20:31                                                                                   |                                                                                           |                                                                                            | Dánsko                                                                                     | Tenna Norgardová                                                                           | 0:23:00                                                                                    |                                                                                            |
|                                                                                           | Norsko                                                                                    | Bernt Bjornsgaard                                                                         | 0:20:37                                                                                   | + 0:00:06                                                                                 |                                                                                            | Finsko                                                                                     | Satu Mäkitammiová                                                                          | 0:23:28                                                                                    | + 0:00:28                                                                                  |
|                                                                                           | Finsko                                                                                    | Mikko Lepo                                                                                | 0:21:01                                                                                   | + 0:00:30                                                                                 |                                                                                            | Finsko                                                                                     | Liisa Anttilaová                                                                           | 0:23:34                                                                                    | + 0:00:34                                                                                  |
| 4                                                                                         | Norsko                                                                                    | Odin Tellesbo                                                                             | 0:21:09                                                                                   | + 0:00:38                                                                                 | 4                                                                                          | Švýcarsko                                                                                  | Marie Luce Romanensová                                                                     | 0:23:50                                                                                    | + 0:00:50                                                                                  |
| 5                                                                                         | Francie                                                                                   | Olivier Coupat                                                                            | 0:21:12                                                                                   | + 0:00:41                                                                                 | 5                                                                                          | Finsko                                                                                     | Katja Honkalaová                                                                           | 0:24:31                                                                                    | + 0:01:31                                                                                  |
| 6                                                                                         | Rusko                                                                                     | Valentin Novikov                                                                          | 0:21:14                                                                                   | + 0:00:43                                                                                 | 6                                                                                          | Finsko                                                                                     | Päivi Tolvanenová                                                                          | 0:25:12                                                                                    | + 0:02:12                                                                                  |

## Závod na klasické trati (Long)

### Výsledky závodu na klasické trati (Long)
| Muži                                                                                           | Muži                                                                                           | Muži                                                                                           | Muži                                                                                           | Muži                                                                                           | Ženy                                                                                          | Ženy                                                                                          | Ženy                                                                                          | Ženy                                                                                          | Ženy                                                                                          |
| ---------------------------------------------------------------------------------------------- | ---------------------------------------------------------------------------------------------- | ---------------------------------------------------------------------------------------------- | ---------------------------------------------------------------------------------------------- | ---------------------------------------------------------------------------------------------- | --------------------------------------------------------------------------------------------- | --------------------------------------------------------------------------------------------- | --------------------------------------------------------------------------------------------- | --------------------------------------------------------------------------------------------- | --------------------------------------------------------------------------------------------- |
| - Traťové parametry: 10,8 km, 27 kontrol, 430 m převýšení. - Mapa: Deutschnofen 1:15 000 E= 5m | - Traťové parametry: 10,8 km, 27 kontrol, 430 m převýšení. - Mapa: Deutschnofen 1:15 000 E= 5m | - Traťové parametry: 10,8 km, 27 kontrol, 430 m převýšení. - Mapa: Deutschnofen 1:15 000 E= 5m | - Traťové parametry: 10,8 km, 27 kontrol, 430 m převýšení. - Mapa: Deutschnofen 1:15 000 E= 5m | - Traťové parametry: 10,8 km, 27 kontrol, 430 m převýšení. - Mapa: Deutschnofen 1:15 000 E= 5m | - Traťové parametry: 7,3 km, 18 kontrol, 340 m převýšení. - Mapa: Deutschnofen 1:15 000 E= 5m | - Traťové parametry: 7,3 km, 18 kontrol, 340 m převýšení. - Mapa: Deutschnofen 1:15 000 E= 5m | - Traťové parametry: 7,3 km, 18 kontrol, 340 m převýšení. - Mapa: Deutschnofen 1:15 000 E= 5m | - Traťové parametry: 7,3 km, 18 kontrol, 340 m převýšení. - Mapa: Deutschnofen 1:15 000 E= 5m | - Traťové parametry: 7,3 km, 18 kontrol, 340 m převýšení. - Mapa: Deutschnofen 1:15 000 E= 5m |
| Umístění                                                                                       | Země                                                                                           | Jméno                                                                                          | Čas                                                                                            | Ztráta                                                                                         | Umístění                                                                                      | Země                                                                                          | Jméno                                                                                         | Čas                                                                                           | Ztráta                                                                                        |
|                                                                                                | Norsko                                                                                         | Odin Tellesbø                                                                                  | 1:10:50                                                                                        |                                                                                                |                                                                                               | Finsko                                                                                        | Liisa Anttilaová                                                                              | 0:58:03                                                                                       |                                                                                               |
|                                                                                                | Dánsko                                                                                         | Torben Nørgaard                                                                                | 1:12:41                                                                                        | + 0:01:51                                                                                      |                                                                                               | Dánsko                                                                                        | Tenna Nørgårdová                                                                              | 0:59:37                                                                                       | + 0:01:34                                                                                     |
|                                                                                                | Finsko                                                                                         | Tommi Tölkkö                                                                                   | 1:12:54                                                                                        | + 0:02:04                                                                                      |                                                                                               | Česko                                                                                         | Hana Doleželová                                                                               | 0:59:57                                                                                       | + 0:01:54                                                                                     |
| 4                                                                                              | Švýcarsko                                                                                      | Christoph Plattner                                                                             | 1:13:30                                                                                        | + 0:02:40                                                                                      | 4                                                                                             | Finsko                                                                                        | Katja Honkalaová                                                                              | 1:00:57                                                                                       | + 0:02:54                                                                                     |
| 5                                                                                              | Norsko                                                                                         | Bernt Bjørnsgaard                                                                              | 1:13:58                                                                                        | + 0:03:08                                                                                      | 5                                                                                             | Švýcarsko                                                                                     | Marie Luce Romanensová                                                                        | 1:01:56                                                                                       | + 0:03:53                                                                                     |
| 6                                                                                              | Švýcarsko                                                                                      | Jérome Attinger                                                                                | 1:14:51                                                                                        | + 0:04:01                                                                                      | 6                                                                                             | Rusko                                                                                         | Olga Terechovová                                                                              | 1:02:09                                                                                       | + 0:04:06                                                                                     |

## Štafetový závod

### Výsledky štafetového závodu
| Muži                                                                                   | Muži                                                                                   | Muži                                                                                   | Muži                                                                                   | Muži                                                                                   | Ženy                                                                           | Ženy                                                                           | Ženy                                                                           | Ženy                                                                           | Ženy                                                                           |
| -------------------------------------------------------------------------------------- | -------------------------------------------------------------------------------------- | -------------------------------------------------------------------------------------- | -------------------------------------------------------------------------------------- | -------------------------------------------------------------------------------------- | ------------------------------------------------------------------------------ | ------------------------------------------------------------------------------ | ------------------------------------------------------------------------------ | ------------------------------------------------------------------------------ | ------------------------------------------------------------------------------ |
| - Traťové parametry : ? km, ? kontrol, ? m převýšení - Mapa: Kastelruth 1:10 000 E= 5m | - Traťové parametry : ? km, ? kontrol, ? m převýšení - Mapa: Kastelruth 1:10 000 E= 5m | - Traťové parametry : ? km, ? kontrol, ? m převýšení - Mapa: Kastelruth 1:10 000 E= 5m | - Traťové parametry : ? km, ? kontrol, ? m převýšení - Mapa: Kastelruth 1:10 000 E= 5m | - Traťové parametry : ? km, ? kontrol, ? m převýšení - Mapa: Kastelruth 1:10 000 E= 5m | - Parametry : ? km, ? kontrol, ? m převýšení - Mapa: Kastelruth 1:10 000 E= 5m | - Parametry : ? km, ? kontrol, ? m převýšení - Mapa: Kastelruth 1:10 000 E= 5m | - Parametry : ? km, ? kontrol, ? m převýšení - Mapa: Kastelruth 1:10 000 E= 5m | - Parametry : ? km, ? kontrol, ? m převýšení - Mapa: Kastelruth 1:10 000 E= 5m | - Parametry : ? km, ? kontrol, ? m převýšení - Mapa: Kastelruth 1:10 000 E= 5m |
| Umístění                                                                               | Země                                                                                   | Jméno                                                                                  | Čas                                                                                    | Ztráta                                                                                 | Umístění                                                                       | Země                                                                           | Jméno                                                                          | Čas                                                                            | Ztráta                                                                         |
|                                                                                        | Finsko                                                                                 | Simo Martomaa Tommi Tölkkö Mikko Lepo                                                  | 2:01:55                                                                                |                                                                                        |                                                                                | Švýcarsko                                                                      | Brigitte Grünigerová Käthi Widlerová Marie-Luce Romanensová                    | 1:51:20                                                                        |                                                                                |
|                                                                                        | Norsko                                                                                 | Holger Hott Johansen Bernt Bjørnsgaard Odin Tellesbø                                   | 2:02:08                                                                                | + 0:00:13                                                                              |                                                                                | Finsko                                                                         | Satu Mäkitammiová Katja Honkalaová Liisa Anttilaová                            | 1:53:01                                                                        | + 0:01:41                                                                      |
|                                                                                        | Polsko                                                                                 | Robert Banach Dariusz Mikusiński Janus Porzycz                                         | 2:03:57                                                                                | + 0:02:02                                                                              |                                                                                | Norsko                                                                         | Birgitte Husebyeová Miri Jørgensenová Elisabeth Ingvaldsenová                  | 1:54:22                                                                        | + 0:03:02                                                                      |
| 4                                                                                      | Rusko                                                                                  | Ivan Moraschov Jevgeni Fadejev Valentin Novikov                                        | 2:06:08                                                                                | + 0:04:13                                                                              | 4                                                                              | Rusko                                                                          | Julia Morozovová Irina Stepanovová Olga Terechovová                            | 1:59:08                                                                        | + 0:07:48                                                                      |
| 5                                                                                      | Švýcarsko                                                                              | Christoph Plattner Matthias Niggli Jerome Attinger                                     | 2:07:40                                                                                | + 0:05:45                                                                              | 5                                                                              | Polsko                                                                         | Eva Kozłowska Beata Sochaová Aneta Jabłońska                                   | 1:59:19                                                                        | + 0:07:59                                                                      |
| 6                                                                                      | Spojené království                                                                     | Jon Duncan Jamie Stevenson Richard Wren                                                | 2:07:49                                                                                | + 0:05:54                                                                              | 6                                                                              | Dánsko                                                                         | Christina Grøndahlová Dorthe Skovlystová Tenna Nørgaardová                     | 1:59:44                                                                        | + 0:08:24                                                                      |

## Česká juniorská reprezentace na JMS
| Muži                       | Muži                       | Muži                       | Muži                       | Ženy                                 | Ženy                        | Ženy                        | Ženy                        |
| -------------------------- | -------------------------- | -------------------------- | -------------------------- | ------------------------------------ | --------------------------- | --------------------------- | --------------------------- |
| - Umístění českých juniorů | - Umístění českých juniorů | - Umístění českých juniorů | - Umístění českých juniorů | - Umístění českých juniorek          | - Umístění českých juniorek | - Umístění českých juniorek | - Umístění českých juniorek |
| Jméno                      | Middle                     | Long                       | Štafety                    | Jméno                                | Middle                      | Long                        | Štafety                     |
| Pavel Horák                | 16. místo                  | 15. místo                  | 7. místo                   | Hana Doleželová                      | 28. místo                   | 3. místo                    | x                           |
| Václav Zakouřil            | 1. místo                   | 7. místo                   | 7. místo                   | Iva Navrátilová                      | 30. místo                   | 21. místo                   | x                           |
| Karel Haas                 | 21. místo                  | 8. místo                   | x                          | Eva Švandová                         | 44. místo                   | 25. místo                   | 7. místo                    |
| Radek Novotný              | 23. místo                  | 26. místo                  | x                          | Marie Slováková (orientační běžkyně) | DSQ                         | 34. místo                   | 7. místo                    |
| Tomáš Zakouřil             | 24. místo                  | 34. místo                  | x                          | Hana Rýglová                         | x                           | 35. místo                   | x                           |
| Kamil Arnošt               | DSQ                        | 13. místo                  | 7. místo                   | Martina Horáčková                    | x                           | 54. místo                   | 7. místo                    |

## Medailová klasifikace podle zemí
| Medailová klasifikace podle zemí | Medailová klasifikace podle zemí | Medailová klasifikace podle zemí | Medailová klasifikace podle zemí | Medailová klasifikace podle zemí | Medailová klasifikace podle zemí |
| Umístění                         | Země                             | Zlato                            | Stříbro                          | Bronz                            | Součet                           |
| -------------------------------- | -------------------------------- | -------------------------------- | -------------------------------- | -------------------------------- | -------------------------------- |
| 1.                               | Finsko                           | 2                                | 2                                | 3                                | 7                                |
| 2.                               | Norsko                           | 1                                | 2                                | 1                                | 4                                |
| 3.                               | Dánsko                           | 1                                | 2                                | -                                | 3                                |
| 4.                               | Česko                            | 1                                | -                                | 1                                | 2                                |
| 5.                               | Švýcarsko                        | 1                                | -                                | -                                | 1                                |
| 6.                               | Polsko                           | -                                | -                                | 1                                | 1                                |